# Hendy Castle
Hendy Castle är en medeltida lämning av en motteborg i södra Wales. Den ligger i kommunen Carmarthenshire, i en krök av River Loughor, 12 km nordväst om Swansea. En möjlig föregångare till Hendy Castle på platsen benämns Bank Llwyndomen.